# Richard James Simpson
Richard James Simpson, rovněž známý jako Richard James, je americký zpěvák a kytarista.
Jeho matkou byla herečka Renate Hoy a jeho otec byl právníkem a právním zástupcem původních obyvatel USA. Jeho starším bratrem (z matčina předchozího manželství) byl hudebník Rock Halsey. Vyrůstal v kalifornské oblasti South Bay. Jako teenager se stal členem kapely Invisible Chains, v níž hrál na baskytaru. Kapela v roce 1986 vydala eponymní album.
V devadesátých letech založil kapelu Teardrain (byl jejím frontmanem), v níž s ním dále hráli baskytaristka Jill Emery a bubeník Mark Reback. Také spolupracoval se zpěvačkou Maclovií Martel.
Své první sólové album s názvem Sweet Birds of Youth vydal roku 2017. Podíleli se na něm například Dustin Boyer (produkce a různé nástroje), Joey Burns (violoncello, jinak člen Calexico) a Theo Welch (bicí), přičemž mastering provedl Geza X. Deska obsahuje celkem osmnáct písní. V dubnu 2019 vydal svou druhou sólovou desku Deep Dream. Opět se na ní podílel Dustin Boyer a dále také bubeník Don Bolles z kapely Germs, Paul Roessler a Ygarr Ygarrist ze Zolar X. Ve dvou písních se navíc sešla původní sestava kapely Teardrain, tedy kromě Simpsona ještě Jill Emery a Mark Reback. Své třetí sólové album vydal v prosinci 2021 pod názvem Sugar the Pill.

## Diskografie
- Sweet Birds of Youth (2017)
- Deep Dream (2019)
- Sugar the Pill (2021)